# Tormod Olsen
Tormod Olsen (født 3. juni 1983 i Hillerød) er en dansk politiker fra Enhedslisten. Han er regionsrådsmedlem i Region Hovedstaden og medlem af bestyrelsen i Danske Regioner.

## Politisk karriere
Olsen blev valgt til regionsrådet i Region Hovedstaden i 2013 og genvalgt i 2017 og 2021 Han blev medlem af Danske Regioners bestyrelse i 2018 og fortsatte på posten i den næste valgperiode fra 2022.

## Uddannelse og erhverv
Olsen er uddannet cand.mag. i filosofi fra Københavns Universitet fra 2011 og diplomingeniør fra Danmarks Tekniske Universitet fra 2016. Han har været politisk rådgiver for Enhedslisten i Folketinget siden 2015.